# ヤスミン・ゴーリ
ヤスミン・ゴーリ（Yasmeen Ghauri、1971年3月23日 - ）は、カナダのファッションモデル。パリの有名なモデルエージェンシー『カリンモデル（KARIN MODELS）』に所属、褐色の肌に手足の長いエキゾチックな容姿で人気を博した。身長178cm。

## 略歴
パキスタン人のイスラム教聖職者の父親とドイツ人の母親の間にケベック州モントリオールで生まれる。人種差別や宗教差別から来る孤立やアイデンティティの危機に悩まされる少女時代だった。17歳の時にモントリオールでスカウトされるが、両親の反対から本格的に活動を始めたのは19歳になってからのこと。
カナダのモントリオールモデルエージェンシーに所属していたが、1990年にニューヨークに移ると直ぐにジャンニ・ヴェルサーチ、シャネル、ジバンシーのコレクションに起用され、その後ディオール、ラルフ・ローレン、ダナ・キャラン、アイザック・ミズラヒ、オスカー・デ・ラレンタ、ヴァレンティノ・ガラヴァーニなどニューヨーク、ミラノ、パリと殆ど全てのデザイナーの顔としてコレクションに出演していた。
Vogue、ELLE、marie claireなどのファッション雑誌はもちろんのこと、ジャンニ・ヴェルサーチ、ヴァレンティノ、エスカーダ、シャネル、ジバンシーの香水オルガンザ（Organza）などの広告等、1990年代のスーパーモデルとして一世を風靡していた。
また、31歳になってからアメリカ合衆国のヴィクトリアシークレットの広告に登場する。
1996年6月のパリ・オートクチュール前、彼女から急に何年もレギュラーの仕事となっていたイヴ・サンローランの仕事を降りると話があった時には、引退をするのではないか？　という噂が世間を騒がせた。実際に翌年以降モデルとしての活動は行っておらず、慈善活動や学業に専念。
現在はユダヤ人の弁護士と結婚をしてマヤ（Maya）という名の娘とヴィクター (Victor）という息子がいる。夫と子供達はユダヤ教徒だが、本人は特に決まった信仰はない、としている。